# Harvest of Fire
Harvest of Fire is een Amerikaanse televisiefilm uit 1996 geregisseerd door Arthur Allan Seidelman. De hoofdrollen worden vertolkt door Lolita Davidovich en J.A. Preston.

## Verhaal
FBI-agent Sally Russell moet onderzoeken waarom bij een amish-gemeenschap verschillende schuren in brand zijn gestoken. Ze wordt eerst niet geaccepteerd door de sekte, maar daarna is de weduwe Annie Beiler nieuwsgierig naar de vrouw die van buiten deze wereld komt en leert haar te vertrouwen. De twee vrouwen proberen rechtvaardigheid te laten geschieden door samen te werken.

## Rolverdeling
| Acteur            | Personage        |
| ----------------- | ---------------- |
| Lolita Davidovich | Sally Russell    |
| J.A. Preston      | Sheriff Garrison |
| Jean Louisa Kelly | Rachel           |
| Tom Aldredge      | Jacob Hostetler  |
| James Read        | Scott            |
| Craig Wasson      | Philip Dixon     |
| Patty Duke        | Annie Beiler     |
| Jeff Kaiser       | Lester           |
| Justin Chambers   | George           |
| Jennifer Garner   | Sarah Troyer     |